# Al Green

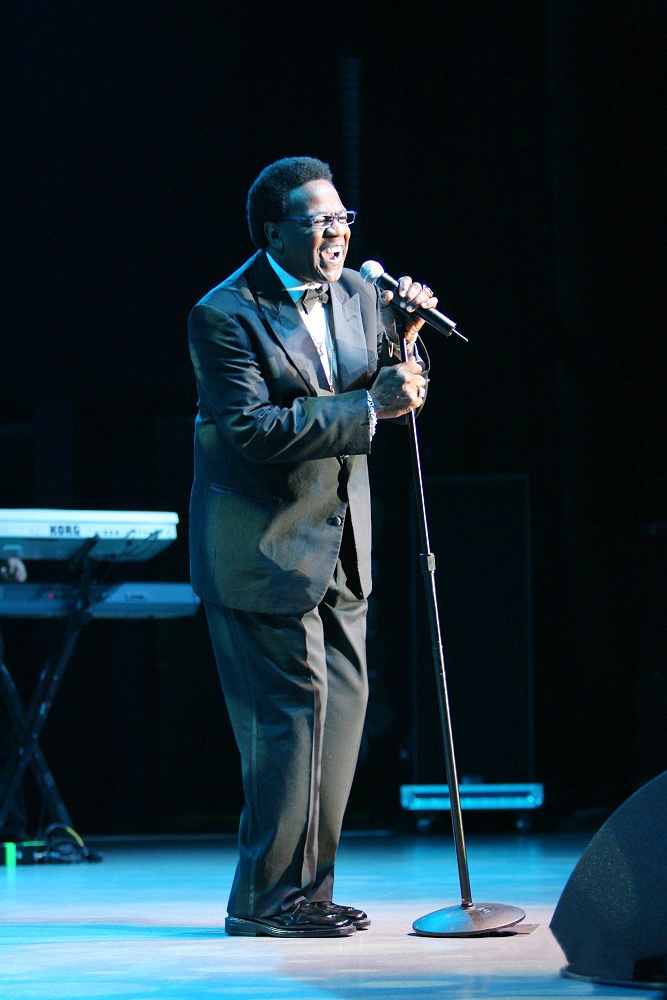
Al Green (2006)

Al Green (* 13. April 1946 in Forrest City, Arkansas geboren als Albert Greene) ist ein amerikanischer Sänger und Prediger.

## Biografie
Green begann seine Karriere als Sänger im Alter von neun Jahren als Mitglied der Gospelgruppe seines Vaters, den „Green Brothers“. Anfang der 1960er Jahre gründete er zusammen mit Curtis Rogers und Palmer Jones die Gruppe „Al Green and the Creations“. Die Creations benannten sich in „Soulmates“ um und landeten mit dem Lied Back Up Train 1967 einen Hit.
Al Green traf 1969 auf den Produzenten von „Hi Records“, Willie Mitchell. Mit ihm zusammen entstand Greens Hit Tired of Being Alone. Das Album Al Green Gets Next to You (1970) erreichte die Billboard-Charts. Das folgende Album Let’s Stay Together von 1972 wurde ebenfalls ein riesiger Erfolg; der Titelsong erreichte Platz 1 der Billboard Hot 100. Noch im selben Jahr erschien das Album I’m Still in Love with You, gefolgt 1973 vom Album Call Me mit den Top-10-Singles Here I Am, Call Me und Sha-La-La – Make Me Happy. Al Green avancierte damit zum Superstar des Soul und Rhythm and Blues (R&B).
Privat musste Al Green 1974 einen Schicksalsschlag hinnehmen: Nachdem er ihren Heiratsantrag abgelehnt hatte, übergoss ihn seine damalige Freundin Mary Woodson mit heißer Grütze, während er in der Badewanne saß, und verbrühte ihm damit den halben Oberkörper; anschließend erschoss sie sich mit einer Waffe von Green selbst. Unter dem Eindruck dieses Ereignisses gründete er die Kirche „Church of the Full Gospel Tabernacle“ in Memphis und wurde dort Prediger. 1977 eröffnete der Sänger sein eigenes Studio „American Music“. Die folgenden zwei Alben The Belle Album (1977) und Truth and Time (1978) produzierte er in Eigenregie. Der kommerzielle Erfolg wie bei den früheren Alben blieb jedoch aus.
Im Jahr 1979 fiel Al Green während eines Auftritts von der Bühne. Ernsthafte Verletzungen trug er nicht davon, was der Sänger als Zeichen Gottes deutete, worauf er sich ganz von der weltlichen Musik abwendete und sich auf Gospel sowie religiöse Popsongs und R&B-Nummern verlegte. The Lord Will Make a Way war das erste von zahlreichen Alben dieser Richtung.
Green kehrte Mitte der 1980er Jahre zu seinen musikalisch-weltlichen Wurzeln zurück und nahm mit Annie Lennox das Lied Put a Little Love in Your Heart für den Film Die Geister, die ich rief … auf. 1989 nahm er ein Duett mit Al B Sure auf: As Long as We’re Together; im selben Jahr sang er den von Arthur Baker produzierten Erfolgstitel The Message Is Love. Das Album Don’t Look Back von 1993 wurde ein großer Erfolg. 1994 wurde Green in die Rock and Roll Hall of Fame aufgenommen.
Er veröffentlichte 2003 zusammen mit seinem alten Erfolgsproduzenten Willie Mitchell das Album I Can’t Stop. Das Werk wurde als grandioses Comeback gefeiert. 2004 wurde Al Green in die Songwriter Hall of Fame aufgenommen. The Belle Album erschien in der Liste The Wire's "100 Records That Set the World on Fire (While No One Was Listening)". Während all dieser Jahre predigte er in seiner Kirche in Memphis.
2014 wurde Green mit dem Kennedy-Preis ausgezeichnet. Der Rolling Stone listete Green auf Rang 66 der 100 größten Musiker sowie auf Rang 14 der 100 größten Sänger und auf Rang 38 der 100 größten Songwriter aller Zeiten.

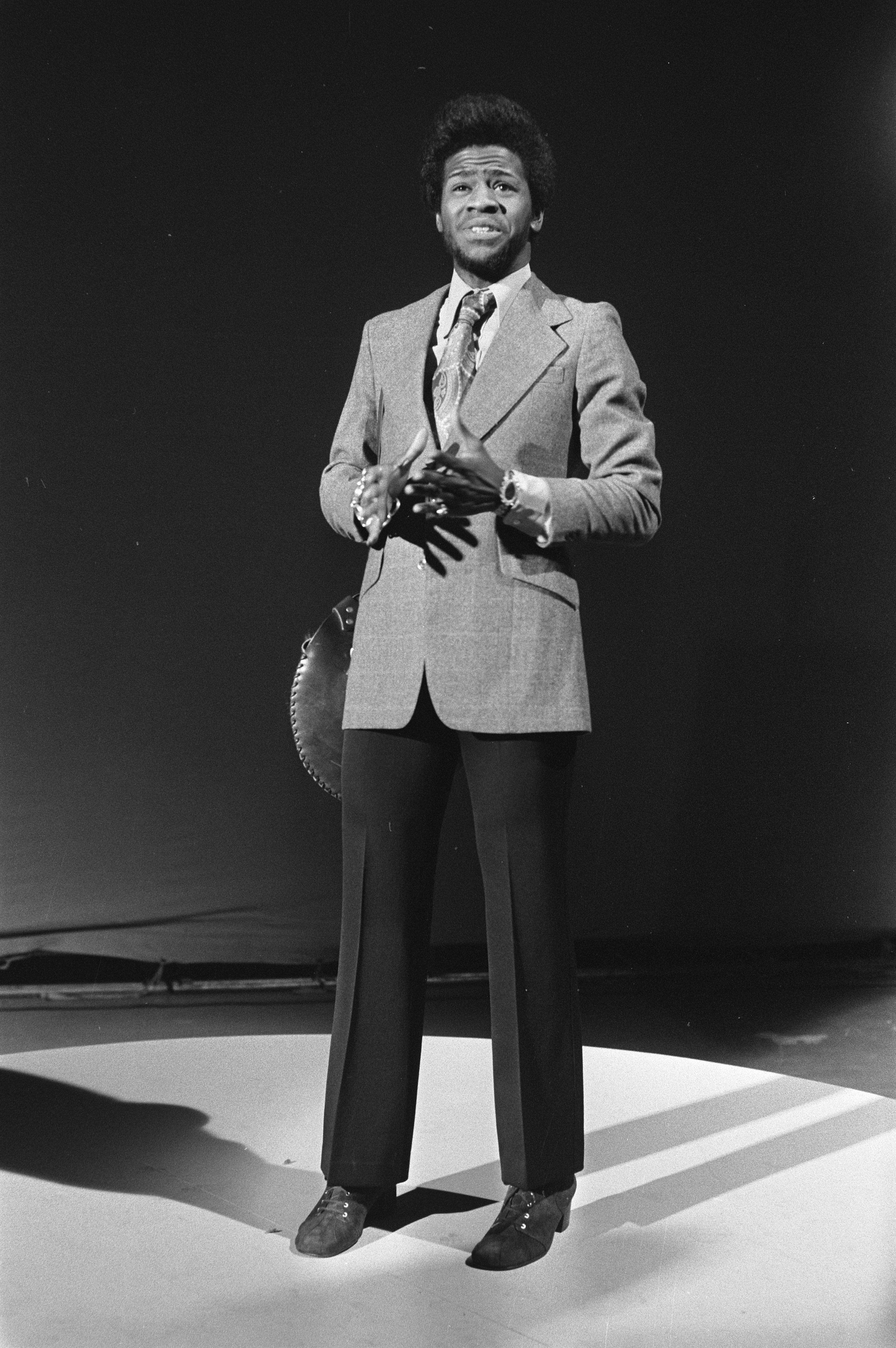
Al Green (1971)

## Diskografie

### Studioalben
| Jahr | Titel                          | Höchstplatzierung, Gesamtwochen, AuszeichnungChartplatzierungen (Jahr, Titel, Platzierungen, Wochen, Auszeichnungen, Anmerkungen) | Höchstplatzierung, Gesamtwochen, AuszeichnungChartplatzierungen (Jahr, Titel, Platzierungen, Wochen, Auszeichnungen, Anmerkungen) | Höchstplatzierung, Gesamtwochen, AuszeichnungChartplatzierungen (Jahr, Titel, Platzierungen, Wochen, Auszeichnungen, Anmerkungen) | Höchstplatzierung, Gesamtwochen, AuszeichnungChartplatzierungen (Jahr, Titel, Platzierungen, Wochen, Auszeichnungen, Anmerkungen) | Anmerkungen                                                                                              |
| Jahr | Titel                          | AT | CH | UK | US | Anmerkungen                                                                                              |
| ---- | ------------------------------ | --- | --- | --- | --- | --- |
| 1967 | Al Green                       | — | — | — | US162 (9 Wo.)US | Erstveröffentlichung: 21. März 1967 Charteinstieg erst bei Wiederveröffentlichung 1972 als Back Up Train |
| 1969 | Green Is Blues                 | — | — | — | US19 (28 Wo.)US | Erstveröffentlichung: 15. April 1969                                                                     |
| 1971 | Let’s Stay Together            | — | — | — | US8 Gold · (56 Wo.)US | Erstveröffentlichung: 31. Januar 1971                                                                    |
| 1971 | Al Green Gets Next to You      | — | — | — | US58 (43 Wo.)US | Erstveröffentlichung: August 1971                                                                        |
| 1972 | I’m Still in Love with You     | — | — | — | US4 Platin · (67 Wo.)US | Erstveröffentlichung: 23. Oktober 1972 Platz 306 der Rolling-Stone-500 (2023)                            |
| 1973 | Call Me                        | — | — | — | US10 Gold · (41 Wo.)US | Erstveröffentlichung: 18. Juli 1973 Platz 427 der Rolling-Stone-500 (2023)                               |
| 1973 | Livin’ for You                 | — | — | — | US24 Gold · (30 Wo.)US | Erstveröffentlichung: 6. Dezember 1973                                                                   |
| 1974 | Al Green Explores Your Mind    | — | — | — | US15 Gold · (33 Wo.)US | Erstveröffentlichung: 2. Oktober 1974                                                                    |
| 1975 | Al Green Is Love               | — | — | — | US28 (23 Wo.)US | Erstveröffentlichung: 19. September 1975                                                                 |
| 1976 | Full of Fire                   | — | — | — | US59 (16 Wo.)US | Erstveröffentlichung: 13. April 1976                                                                     |
| 1976 | Have a Good Time               | — | — | — | US93 (14 Wo.)US | Erstveröffentlichung: 18. November 1976                                                                  |
| 1977 | The Belle Album                | — | — | — | US103 (12 Wo.)US | Erstveröffentlichung: 6. Dezember 1977                                                                   |
| 1987 | Soul Survivor                  | — | — | — | US131 (14 Wo.)US | Erstveröffentlichung: 1987                                                                               |
| 2003 | I Can’t Stop                   | — | — | — | US53 (12 Wo.)US | Erstveröffentlichung: 17. November 2003                                                                  |
| 2005 | Everything’s OK                | — | — | — | US50 (7 Wo.)US | Erstveröffentlichung: 14. März 2003 als The Reverend Al Green                                            |
| 2008 | What Makes the World Go Round? | — | — | — | US196 (3 Wo.)US | Erstveröffentlichung: 2008                                                                               |
| 2008 | Lay It Down                    | AT54 (3 Wo.)AT | CH99 (1 Wo.)CH | UK88 (1 Wo.)UK | US9 (15 Wo.)US | Erstveröffentlichung: 30. Mai 2008                                                                       |

grau schraffiert: keine Chartdaten aus diesem Jahr verfügbar
Weitere Studioalben
- 1967: Back Up Train
- 1969: Green Is Blues
- 1971: Al Green Gets Next to You
- 1974: Explores Your Mind
- 1978: Truth ’n’ Time
- 1980: The Lord Will Make a Way
- 1981: Higher Plane
- 1981: Tokyo Live
- 1982: Precious Lord
- 1983: White Christmas
- 1983: I’ll Rise Again
- 1984: Trust in God
- 1985: Going Away (Albumtitel später in He Is the Light geändert)
- 1989: I Get Joy
- 1992: Love Is Reality
- 1993: Don’t Look Back
- 1995: Your Heart’s in Good Hands
- 2001: Legends of Soul
- 2001: Feels Like Christmas
- 2002: Unchained Melodies

### Kompilationen
| Jahr | Titel                               | Höchstplatzierung, Gesamtwochen, AuszeichnungChartplatzierungen (Jahr, Titel, Platzierungen, Wochen, Auszeichnungen, Anmerkungen) | Höchstplatzierung, Gesamtwochen, AuszeichnungChartplatzierungen (Jahr, Titel, Platzierungen, Wochen, Auszeichnungen, Anmerkungen) | Anmerkungen                                                             |
| Jahr | Titel                               | UK | US | Anmerkungen                                                             |
| ---- | ----------------------------------- | --- | --- | ----------------------------------------------------------------------- |
| 1975 | Al Green’s Greatest Hits            | UK18 Gold · (16 Wo.)UK | US17 ×2Doppelplatin · (21 Wo.)US                                                                                                  | Erstveröffentlichung: April 1975 Platz 456 der Rolling-Stone-500 (2023) |
| 1977 | Al Green’s Greatest Hits, Volume II | — | US134 (9 Wo.)US | Erstveröffentlichung: 1977                                              |
| 1988 | Hi Life – The Best of Al Green      | UK34 Silber · (7 Wo.)UK | — | Erstveröffentlichung: 1988                                              |
| 1992 | Al                                  | UK41 (2 Wo.)UK | — | Erstveröffentlichung: 1992                                              |
| 2000 | Take Me to the River                | — | US186 (1 Wo.)US | Erstveröffentlichung: 2000                                              |
| 2002 | Love – The Essential                | UK18 Silber · (6 Wo.)UK | — | Erstveröffentlichung: 2002                                              |
| 2003 | The Love Song Collection            | — | US91 (3 Wo.)US | Erstveröffentlichung: 2003                                              |
| 2007 | The Definitive Greatest Hits        | — | US46 (11 Wo.)US | Erstveröffentlichung: 2007                                              |
| 2012 | Greatest Hits                       | — | US127 (30 Wo.)US | Erstveröffentlichung: 18. Juli 2012                                     |

Weitere Kompilationen
| - 1977: His Greatest Hits - 1977: Starportrait - 1978: Love Ritual - 1979: Al Green at His Best - 1980: Cream of Al Green - 1981: Spotlight On Al Green - 1984: Compact Command Performances: 14 Greatest Hits - 1983: Sings the Gospel - 1986: Greatest Hits - 1987: Take Me to the River – Greatest Hits Vol. 2 - 1989: Love Ritual (Rare & Previously Unreleased 1968-76) - 1989: Vintage Gold - 1989: 1320 South Lauderdale Avenue – Rare & Unissued Hi Recordings (mit O. V. Wright und Don Bryant) - 1990: You Say It! – Raw! Rare! And Unreleased! - 1991: One in a Million - 1991: Cover Me Green - 1992: The Supreme Al Green - 1993: The Flipsides of Al Green - 1993: Here I Am - 1994: … and the Message Is Love – The Best of Al Green - 1995: The Christmas Album - 1997: Anthology (Box mit 4 CDs) | - 1997: The Very Best of Al Green (UK: Gold) - 1998: Hi and Mighty – The Story of Al Green (1969-78) - 1998: More Greatest Hits (US: Gold) - 1999: True Love – A Collection (UK: Gold) - 2000: The Hi Singles As and Bs - 2000: Greatest Gospel Hits - 2000: The Gospel Collection - 2000: Listen: The Rarities - 2001: Simply Beautiful - 2001: Simply Beautiful: The Love Songs - 2001: Love and Happiness (Box mit 3 CDs) - 2001: The Very Best of Al Green - 2003: The Immortal Soul of Al Green - 2004: The Absolute Best - 2005: Love & Happiness (The Very Best of Al Green)(UK: Silber) - 2006: The Best of Al Green - 2006: The Legendary Hi Records Albums Volume 1 - 2006: The Legendary Hi Records Albums Volume 2 - 2006: The Legendary Hi Records Albums Volume 3 - 2009: Greatest Hits (US: Gold) - 2010: Classics (Box mit 5 CDs) - 2014: Greatest Hits (UK: Silber) |

### EPs
- 1973: Call Me
- 1977: I Tried to Tell Myself

### Singles
| Jahr | Titel Album                                                              | Höchstplatzierung, Gesamtwochen, AuszeichnungChartplatzierungen (Jahr, Titel, Album, Platzierungen, Wochen, Auszeichnungen, Anmerkungen) | Höchstplatzierung, Gesamtwochen, AuszeichnungChartplatzierungen (Jahr, Titel, Album, Platzierungen, Wochen, Auszeichnungen, Anmerkungen) | Höchstplatzierung, Gesamtwochen, AuszeichnungChartplatzierungen (Jahr, Titel, Album, Platzierungen, Wochen, Auszeichnungen, Anmerkungen) | Höchstplatzierung, Gesamtwochen, AuszeichnungChartplatzierungen (Jahr, Titel, Album, Platzierungen, Wochen, Auszeichnungen, Anmerkungen) | Höchstplatzierung, Gesamtwochen, AuszeichnungChartplatzierungen (Jahr, Titel, Album, Platzierungen, Wochen, Auszeichnungen, Anmerkungen) | Anmerkungen                                                                     |
| Jahr | Titel Album                                                              | DE | AT | CH | UK | US | Anmerkungen                                                                     |
| ---- | ------------------------------------------------------------------------ | --- | --- | --- | --- | --- | ------------------------------------------------------------------------------- |
| 1967 | Back Up Train Al Green                                                   | — | — | — | — | US41 (12 Wo.)US | Erstveröffentlichung: Oktober 1967                                              |
| 1969 | Guilty Al Green / Back Up Train                                          | — | — | — | — | US69 (7 Wo.)US | Erstveröffentlichung: 1969 Charteinstieg erst 1972                              |
| 1970 | I Can’t Get Next to You Al Green Gets Next to You                        | — | — | — | — | US60 (10 Wo.)US | Erstveröffentlichung: 1970                                                      |
| 1971 | Tired of Being Alone Al Green Gets Next to You                           | — | — | — | UK4 Silber · (13 Wo.)UK | US11 Gold · (19 Wo.)US | Erstveröffentlichung: Juni 1971                                                 |
| 1971 | Let’s Stay Together                                                      | — | — | — | UK7 ×2Doppelplatin · (12 Wo.)UK | US1 Platin · (16 Wo.)US | Erstveröffentlichung: November 1971                                             |
| 1972 | Look What You Done for Me I’m Still in Love with You                     | — | — | — | UK44 (4 Wo.)UK | US4 Gold · (12 Wo.)US | Erstveröffentlichung: Februar 1972                                              |
| 1972 | I’m Still in Love with You                                               | — | — | — | UK35 (5 Wo.)UK | US3 Gold · (12 Wo.)US | Erstveröffentlichung: Juni 1972                                                 |
| 1972 | You Ought to Be with Me Call Me                                          | — | — | — | — | US3 Gold · (15 Wo.)US | Erstveröffentlichung: September 1972                                            |
| 1972 | Hot Wire Back Up Train                                                   | — | — | — | — | US71 (5 Wo.)US | Erstveröffentlichung: Dezember 1972                                             |
| 1973 | Call Me (Come Back Home) Call Me                                         | — | — | — | — | US10 Gold · (11 Wo.)US | Erstveröffentlichung: Januar 1973                                               |
| 1973 | Here I Am (Come and Take Me) Call Me                                     | — | — | — | — | US10 Gold · (15 Wo.)US | Erstveröffentlichung: Mai 1973                                                  |
| 1973 | Livin’ for You                                                           | — | — | — | — | US19 (11 Wo.)US | Erstveröffentlichung: Oktober 1973                                              |
| 1974 | Let’s Get Married Livin’ for You                                         | — | — | — | — | US32 (11 Wo.)US | Erstveröffentlichung: Februar 1974                                              |
| 1974 | Sha-La-La (Make Me Happy) Al Green Explores Your Mind                    | — | — | — | UK20 (10 Wo.)UK | US7 Gold · (19 Wo.)US | Erstveröffentlichung: 1. September 1974                                         |
| 1975 | L-O-V-E (Love) Al Green Is Love                                          | — | — | — | UK24 (8 Wo.)UK | US13 (12 Wo.)US | Erstveröffentlichung: Januar 1975                                               |
| 1975 | Oh Me, Oh My (Dreams in My Arms) Al Green Is Love                        | — | — | — | — | US48 (6 Wo.)US | Erstveröffentlichung: Juni 1975                                                 |
| 1975 | Full of Fire                                                             | — | — | — | — | US28 (11 Wo.)US | Erstveröffentlichung: Oktober 1975                                              |
| 1976 | Keep Me Cryin’ Have a Good Time                                          | — | — | — | — | US37 (14 Wo.)US | Erstveröffentlichung: Oktober 1976                                              |
| 1978 | Belle The Belle Album                                                    | — | — | — | — | US83 (5 Wo.)US | Erstveröffentlichung: November 1977                                             |
| 1988 | Put a Little Love in Your Heart Die Geister, die ich rief … (Soundtrack) | DE20 (11 Wo.)DE | AT4 (16 Wo.)AT | CH11 (9 Wo.)CH | UK28 (8 Wo.)UK | US9 (17 Wo.)US | Erstveröffentlichung: 31. Oktober 1988 mit Annie Lennox                         |
| 1989 | The Message Is Love Merge                                                | DE6 (26 Wo.)DE | AT4 (18 Wo.)AT | — | UK38 (5 Wo.)UK | — | Erstveröffentlichung: 1989 Arthur Baker & the Backbeat Disciples feat. Al Green |
| 1993 | Love Is a Beautiful Thing Don’t Look Back                                | DE57 (14 Wo.)DE | — | — | UK56 (2 Wo.)UK | — | Erstveröffentlichung: 1993                                                      |

grau schraffiert: keine Chartdaten aus diesem Jahr verfügbar
Weitere Singles
| - 1967: Don’t Hurt Me No More - 1967: A Lover’s Hideaway - 1969: Want to Hold Your Hand - 1970: You Say It - 1970: Right Now, Right Now - 1971: Drivin’ Wheel - 1972: You Ought to Be with Me - 1972: For the Good Times - 1972: How Can You Mend a Broken Heart (UK: Silber) - 1973: Love and Happiness - 1975: Love Amor - 1976: Let It Shine - 1976: I Tried to Tell Myself - 1978: To Sir with Love - 1978: Wait Here - 1978: I Feel Good - 1982: Take Me to the River - 1984: Sailin’ on the Sea of Your Love (mit Shirley Caesar) - 1985: Going Away - 1985: True Love - 1985: Lift Ev’ry Voice and Sing (mit Deniece Williams) | - 1985: Never Met Nobody Like You - 1987: Everything’s Gonna Be Alright - 1987: You Know and I Know - 1987: Soul Survivor - 1988: The Hi Life Mix - 1989: As Long as We’re Together - 1989: Love Ritual (Bwana Mix) - 1991: Leave the Guns at Home (Arthur Baker feat. Al Green) - 1992: Love Is Reality - 1994: Waiting On You - 1994: Keep On Pushing Love - 1994: Funny How Time Slips Away (mit Lyle Lovett) - 1995: Your Heart’s in Good Hands - 1996: Could This Be the Love - 2003: I Can’t Stop - 2003: Rainin’ in My Heart - 2004: Perfect to Me - 2008: No One Like You - 2009: Just for Me - 2012: Al Green’s Dream / Talk Together (Tall Black Guy vs. Al Green) |

## Auszeichnungen für Musikverkäufe
| Goldene Schallplatte - Dänemark - 2023: für die Single Let’s Stay Together - Italien - 2018: für die Single Let’s Stay Together | Platin-Schallplatte - Spanien - 2024: für die Single Let’s Stay Together 3× Platin-Schallplatte - Neuseeland - 2024: für die Single Let’s Stay Together |

Anmerkung: Auszeichnungen in Ländern aus den Charttabellen bzw. Chartboxen sind in ebendiesen zu finden.
| Land/RegionAuszeichnungen für Musikverkäufe (Land/Region, Auszeichnungen, Verkäufe, Quellen) | Silber     | Gold       | Platin       | Verkäufe   | Quellen             |
| -------------------------------------------------------------------------------------------- | ---------- | ---------- | ------------ | ---------- | ------------------- |
| Dänemark (IFPI)                                                                              | —          | Gold1      | —            | 45.000     | ifpi.dk             |
| Italien (FIMI)                                                                               | —          | Gold1      | —            | 25.000     | fimi.it             |
| Neuseeland (RMNZ)                                                                            | —          | —          | 3× Platin3   | 90.000     | radioscope.co.nz    |
| Spanien (Promusicae)                                                                         | —          | —          | Platin1      | 60.000     | elportaldemusica.es |
| Vereinigte Staaten (RIAA)                                                                    | —          | 13× Gold13 | 4× Platin4   | 14.500.000 | riaa.com            |
| Vereinigtes Königreich (BPI)                                                                 | 6× Silber6 | 3× Gold3   | 2× Platin2   | 2.140.000  | bpi.co.uk           |
| Insgesamt                                                                                    | 6× Silber6 | 18× Gold18 | 10× Platin10 |            |                     |

## Künstlerauszeichnungen
Grammy Awards
- 1981: für Lord Will Make a Way als „Best Traditional Soul Gospel Album“
- 1982: für Precious Lord als „Best Traditional Soul Gospel Album“
- 1982: für Higher Plane als „Best Contemporary Soul Gospel Album“
- 1983: für I’ll Rise Again als „Best Soul Gospel Performance, Male – Singles, Albums or Tracks“
- 1984: für Sailin’ on the Sea of Your Love als „Best Soul Gospel Performance by a Duo, Group, Choir or Chorus – Singles, Albums or Tracks“
- 1986: für Going Away als „Best Soul Gospel Performance, Male – Singles, Albums or Tracks“
- 1987: für Everything’s Gonna Be Alright als „Best Soul Gospel Performance, Male – Singles, Albums or Tracks“
- 1989: für As Long as We’re Together als „Best Soul Gospel Performance, Male – Singles, Albums or Tracks“
- 1994: für Funny How Time Slips Away als „Best Pop Collaboration with Vocals“
- 2008: für You’ve Got the Love I Need als „Best Traditional R&B Vocal Performance“
- 2008: für Stay with Me (By the Sea) als „Best R&B Performance by a Duo or Group with Vocals“